# Gabriel Burnett
Gabriel Burnett, född 20 september 1975, är en friidrottare från Barbados. Han deltog vid olympiska sommarspelen 2000.